# 70728 Gal-Edd
70728 Gal-Edd è un asteroide della fascia principale. Scoperto nel 1999, presenta un'orbita caratterizzata da un semiasse maggiore pari a 2,3953232 UA e da un'eccentricità di 0,2227322, inclinata di 3,15452° rispetto all'eclittica.